# Bistum Kafanchan
Das Bistum Kafanchan (lateinisch Dioecesis Kafancana) ist eine in Nigeria gelegene römisch-katholische Diözese mit Sitz in Kafanchan.

## Geschichte
Das Bistum Kafanchan wurde am 10. Juli 1995 durch Papst Johannes Paul II. mit der Apostolischen Konstitution Cum ad aeternam aus Gebietsabtretungen der Erzbistümer Jos und Kaduna errichtet und dem Erzbistum Kaduna als Suffraganbistum unterstellt. Erster Bischof wurde Joseph Danlami Bagobiri.